# Pedro de Padilla (militar)
No se debe confundir con su contemporáneo el poeta Pedro de Padilla.
Pedro de Padilla (Talavera de la Reina,? - Granada, 1599) fue un militar español.

## Biografía
Fue capitán de infantería en Flandes y posteriormente maestre de campo en Nápoles.
En 1563-64 participó en el socorro que las galeras españolas bajo el mando de Sancho de Leyva dieron a Orán, asediada por los moros, y en la reconquista que del Peñón de Vélez de la Gomera hizo García Álvarez de Toledo y Osorio;
entre 1569-71 sirvió a las órdenes de Juan de Austria en la guerra de Granada contra los moriscos, y al término de ésta, en las batallas de Lepanto

 y Navarino contra los turcos.
Fue nombrado gobernador de las plazas de Orán y Mazalquivir, cargo que dejó para participar en la guerra de Portugal, destacándose en la toma de las islas Terceras.
Acabada la guerra con la anexión de Portugal al Imperio español, regresó al gobierno de Orán, de donde salió en 1589 para hacerse cargo del gobierno de la ciudadela de Milán, en cuyo cargo debió hacer frente a los ataques del ejército francés. Con motivo de las ausencias del gobernador del Milanesado Juan Fernández de Velasco y Tovar, Padilla desempeñó interinamente el gobierno durante un breve periodo en 1595.
Fue comendador de Estepa en la orden de Santiago y trece de ella desde 1597, y miembro del consejo de guerra de Felipe II. Murió en Granada en 1599 cuando fue a hacerse cargo de la castellanía de La Alhambra.
| Predecesor: Martín de Córdoba y Velasco       | Gobernador de Orán y Mazalquivir 1585 - 1589 | Sucesor: Diego Fernández de Córdoba        |
| Predecesor: Juan Fernández de Velasco y Tovar | Gobernador de Milán (interino) 1595          | Sucesor: Juan Fernández de Velasco y Tovar |